# Eucera transitoria
Eucera transitoria là một loài Hymenoptera trong họ Apidae. Loài này được Morawitz mô tả khoa học năm 1875.